# Armoriale delle famiglie italiane (Cas)
Questo è l'armoriale delle famiglie italiane il cui cognome inizia con le lettere Cas.

## Armi

### Casa
| Stemma | Casato e blasonatura |
| ------ | --- |
|        | Casa Conti (Siena) Partito d'argento e d'azzurro (citato in (13)) |
|        | Casabianca (Messina, Corsica) di rosso, alla torre d'argento, cimata a sinistra da un casotto e addestrata da un cipresso dello stesso (citato in DAlena e in Mango) |
|        | Casabone (Compiano) (la blasonatura non è stata ancora caricata) (citato in DAlena) |
|        | Casacci (Pistoia) D'azzurro, alla banda d'oro accompagnata in capo da una stella a otto punte di rosso (citato in (13)) |
|        | Casagrande (Roma) troncato: di azzurro e di rosso al grifone d'oro fissante una stella (di 5 punte) d'oro Motto: Più alto, più oltre (citato in (4) – Vol. II pag. 345) |
|        | Casale (Catania) D'azzurro, con castello torricellato d'argento, sormontato da un uccello dello stesso (citato in (26)) Notizie storiche in Famiglie nobili di Sicilia. |
|        | Casale (Sicilia) d'azzurro, alla torre d'argento, torricellata dello stesso, aperta d'oro, cimata da un uccello del secondo Cimiero: un leone d'argento (citato in Mango) alias d'azzurro, con castello torricellato d'argento, sormontato da un uccello dello stesso (citato in (26)) Notizie storiche in Famiglie nobili di Sicilia. |
|        | Casale (Napoletano) d'azzurro, alla torre d'argento, murata di nero, merlata alla guelfa, aperta e finestrata di un pezzo di rosso. (citato in (33) e in (47)) |
|        | Casale de Bustis y Figoroa (Napoletano, Bari) torre di rosso su terrazzo di verde (3 merli) aperta e finestrata di nero cimata da - aquila di nero su azzurro (citato in LEOM) alias D'azzurro, alla torre di rosso, terrazzata di verde, aperta e finestrata di nero, sostenente un’aquila di nero col volo spiegato. (citato in (4), vol. VII, p. 538). |
|        | Casali (Mantova) troncato: nel 1º d'azzurro a 5 gigli d'oro ordinati in fascia e sormontati da un nastro ondeggiante di rosso, pure in fascia; nel 2º d'argento al castello torricellato di due pezzi, di rosso, merlato alla ghibellina e terrazzato di verde (citato in (4) – Vol. II pag. 346) |
|        | Casali (Bologna, Piacenza) Titolo: Marchese di Monticelli d'Ongina troncato: nel 1º di rosso al leone d'oro tenente colla zampa destra un giglio d'azzurro; nel 2º d'azzurro a tre stelle d'otto raggi d'oro, 2 e 1 (citato in (4) – Vol. II pag. 346 e in (9) - pag. ) |
|        | Casali (Bologna) troncato: nel 1º d'oro al leone d'azzurro tenente colla zampa destra un giglio di rosso; nel 2º di rosso a tre stelle d'otto raggi d'oro, 2 e 1 (citato in (9) – pag. 249) |
|        | Casali (Parma) leone rampante nascente dalla troncatura di oro su azzurro giglio di rosso in destra - 3 stelle (8 raggi) di oro su rosso poste 2,1 (citato in LEOM) |
|        | Casali (Cortona) Fasciato ondato d'oro e d'azzurro (citato in (13)) alias D'oro, a tre fasce ondate d'azzurro (citato in (13)) |
|        | Casali (Firenze) Troncato: nel 1º d'oro, al leone d'azzurro nascente dalla partizione e tenente un giglio di rosso; nel 2º di rosso, a tre stelle a otto punte d'oro, 2.1 alias Troncato: nel 1º d'oro, al leone d'azzurro nascente dalla partizione e tenente un giglio di rosso; nel 2º d'azzurro, a tre stelle a otto punte d'oro, 2.1 alias Troncato: nel 1º d'oro, al leone d'azzurro nascente dalla partizione e tenente un giglio d'azzurro; nel 2º di rosso, a tre stelle a otto punte d'oro, 2.1 alias Troncato: nel 1º d'oro, al leone d'azzurro nascente dalla partizione e tenente un giglio d'azzurro; nel 2º d'azzurro, a tre stelle a otto punte d'oro, 2.1 alias Troncato: nel 1º di rosso, al leone d'oro nascente dalla partizione e tenente un giglio di rosso; nel 2º di rosso, a tre stelle a otto punte d'oro, 2.1 alias Troncato: nel 1º di rosso, al leone d'oro nascente dalla partizione e tenente un giglio di rosso; nel 2º d'azzurro, a tre stelle a otto punte d'oro, 2.1 alias Troncato: nel 1º di rosso, al leone d'oro nascente dalla partizione e tenente un giglio d'azzurro; nel 2º di rosso, a tre stelle a otto punte d'oro, 2.1 alias Troncato: nel 1º di rosso, al leone d'oro nascente dalla partizione e tenente un giglio d'azzurro; nel 2º d'azzurro, a tre stelle a otto punte d'oro, 2.1 (citato in (13)) |
|        | Casali (Roma) D'azzurro, al castello torricellato di un pezzo d'argento, merlato alla ghibellina d'oro, cimato da una colomba d'argento, tenente nel becco un ramo di ulivo di verde. Motto: casa mea alata est. (citato in T. Amayden, Storia delle famiglie romane, Roma, 1914, I-273) |
|        | Casali (Cesena) Spaccato, nel 1° di azzurro, alla cometa d’oro; nel 2° di rosso, alla casa al naturale, terrazzata di verde; con la fascia d’oro attraversante sulla partizione. (citato in BLCW e in Manlio Torquato Dazzi, Della nobiltà di Cesena e dei suoi segni, Cesena, 1926) Immagine in Blasone Cesenate. |
|        | Casali del Drago (Roma) Partito, nel primo: d'azzurro alla torre al naturale (2 palchi), chiusa di verde su terrazzo dello stesso, cimata da colomba di argento; nel secondo: d'azzurro, al drago coronato di oro su ristretto di terreno al naturale (citato in (4), suppl.1, p. 540) torre al naturale (2 palchi) chiusa di verde su terrazzo dello stesso cimata da - colomba di argento su azzurro - drago coronato di oro su ristretto di terreno al naturale su azzurro (citato in LEOM) |
|        | Casali della Vipera (Firenze) Troncato: nel 1º d'oro, al leone d'azzurro nascente dalla partizione e tenente un giglio di rosso; nel 2º di rosso, a tre stelle a otto punte d'oro, 2.1 (citato in (13)) |
|        | Casalini (Vercelli) D'oro, a tre tronconi d'azzurro, ciascuno posto in banda, con il capo d'oro, cucito, carico di un'aquila, di nero (citato in (15)) |
|        | Casalino o Casalini (Vercelli) D'argento, a tre bande doppiomerlate, di rosso (citato in (15)) |
|        | Casalorci (Treviso) Giglio (citato in DAlena) |
|        | Casamarte (Abruzzo) D'azzurro alla banda merlata e contro merlata d'oro, a due crescenti dello stesso posti, uno in capo, ed uno in punta (citato in DAlena) |
|        | Casamarte Treccia (Loreto Aprutino, Napoli) d'azzurro alla banda merlata e contromerlata di oro, accompagnata da due crescenti del medesimo posti uno nel capo l'altro nella punta (citato in (4) – Vol. II pag. 347) |
|        | Casamassima (Molfetta) d'oro, alla banda di rosso caricata di tre scudetti d'argento Motto: Cunctando restituit (citato in DAlena e in ) |
|        | Casamatta (Pisa) Di rosso, al guidone d'argento, astato dello stesso e posto in banda (citato in (13)) |
|        | Casana (Torino, Dronero) Titoli: Barone, Conte d'argento, alla fascia, accompagnata in capo da due stelle, in punta da una torre, il tutto di rosso (citato in (4) – Vol. II pag. 348) D'argento, alla fascia di rosso, accompagnata in capo da due stelle di rosso poste in fascia, in punta da una torre di rosso, merlata alla ghibellina, aperta e finestrata del campo (citato in (15)) |
|        | Casana (Dronero) Trinciato d'argento e d'azzurro, alla banda di rosso (citato in (15)) |
|        | Casana (Torino, Dronero) Titolo: conti; nobili dei baroni D'argento, alla fascia di rosso, accompagnata in capo da tre stelle, due di rosso e quella di mezzo d'azzurro, poste in fascia, in punta da una torre di rosso, merlata alla ghibellina (citato in (15)) fascia di rosso su argento - stella (5 raggi) di azzurro al centro e 2 stelle (5 raggi) di rosso in alto su argento - torre di rosso su argento in basso (citato in LEOM) Motto: Virtus, labor, charitas, gaudium |
|        | Casanova (Milano, Capriano (Brianza)) inquartato: nel 1º d'azzurro alla casa al naturale; nel 2º d'oro al castello di rosso, nel 3º d'oro a tre pali di rosso; nel 4º di rosso a due chiavi addossate e decussate d'argento Cimiero: la casa, come nello scudo Motto: Nisi Dominus aedificaverit (citato in (4) – Vol. II pag. 348) |
|        | Casanova (Milano) interzato in fascia: nel 1º di oro all'aquila di nero, coronata del campo; nel 2º partito: a) d'oro al castello torricellato di 2 pezzi di rosso, aperto del campo, sormontato da una colomba volante a destra e tenente nel becco un ramoscello d'ulivo, il tutto al naturale; b) d'azzurro alla casa al naturale; nel 3º palato d'oro e di rosso Motto: Nisi Dominus custodierit (citato in (4) – Vol. II pag. 348) |
|        | Casanova (Guascogna) Di rosso, a dieci costole umane d'oro, poste in fascia, una sull'altra, cinque per parte (citato in (15)) |
|        | Casanova (Parma) casa di argento su azzurro (citato in LEOM) |
|        | Casanova (Cesena) (la blasonatura non è stata ancora caricata) (citato in BLCW) Immagine in Blasone Cesenate. |
|        | Casanta (Cuneese) D'azzurro, alla fascia d'oro ripiena di rosso, sostenente un leone d'oro illeopardito, sormontato da tre rose d'oro, ordinate in fascia, la fascia accompagnata, in punta, da tre pali d'oro (citato in (15) e in (22)) |
|        | Casanuova o Casanova o Domonuova (Sicilia) d'azzurro, alla casa d'argento (citato in Mango) d'azzurro, con una casa finestrata e tegolata d'argento (citato in (26)) Notizie storiche in Famiglie nobili di Sicilia. |
|        | Casanuova (Pisa) vascello visto di poppa in mare vagante verso torre su lingua di terra tutto al naturale su azzurro - avambraccio destro afferrante con la mano di carnagione chiave di nero in palo uscente dalla torre - cane corrente di argento collarinato di rosso su rosso in capo (citato in LEOM) |
|        | Casanuova Jerserinch (Castelfranco Veneto, Venezia) 3 spade al naturale manicate di oro in sbarra un sull'altra su azzurro - capo d'Angiò cucito (citato in LEOM) |
|        | Casanuova (Firenze) D'oro, al cane rampante di nero collarinato di rosso; con il capo d'Angiò alias D'azzurro, al cane rampante d'argento collarinato di rosso; con il capo cucito d'Angiò (citato in (13)) |
|        | Casanuova (Pisa) Di rosso, al cane rampante d'argento (citato in (13)) |
|        | Casanuova (Pisa) D'azzurro, a un vascello navigante sul mare ondoso e attraversante una torre fondata su un'isola, da una feritoia della quale torre esce verso destra un destrocherio impugnante una chiave; il tutto al naturale e abbassato sotto il capo di rosso caricato di un cane corrente d'argento collarinato d'oro (citato in (13)) |
|        | Casanuova o Domonuova (Sicilia) d'azzurro, alla casa d'argento (citato in Mango) |
|        | Casapieri (Pisa) Troncato di nero e d'argento (citato in (13)) (DE) Schwarz-silber geteilt (citato in (28)) |
|        | Casareo (Cosenza) D'azzurro a due bande d'oro (citato in DAlena e in BLCL) |
|        | Casaroli (Cardinale Agostino - Segretario di Stato del Vaticano dal 1979 al 1990) ... |
|        | Casartelli Colombo di Cuccaro (Torino) Titolo: conti; nobili dei baroni Inquartato, al 1° e 4° d'azzurro, alla casa d'oro, murata di nero e chiusa di quattro pezzi, coperta di rosso, accompagnata in capo da una stella (6) d'oro e fondata sopra una campagna di verde, sostenuta da una fascia d'argento (Casartelli); al 2° e 3° di Colombo Motto: Virtus, labor, charitas, gaudium (citato in (15)) |
|        | Casasagia (Sicilia) Titolo: barone di Solanto di rosso, alla casa d'oro (citato in Mango) di rosso, con una casa finestrata e tegolata d'oro. Corona di barone (citato in (26)) Notizie storiche in Famiglie nobili di Sicilia. |
|        | Casata o Casati (Sicilia) d'argento, al castello di rosso, aperto e finestrato di nero alias troncato d'azzurro e d'oro, al leone dell'uno nell'altro (citato in Mango) |
|        | Casate (la blasonatura non è stata ancora caricata) (citato in DAlena) |
|        | Casatelli (Modena) Pavone (citato in DAlena) |
|        | Casati (Milano) d'argento alla torre di rosso coperta entro a due trecce di rosso piegate in cerchio; con le punte decussate di sotto; col capo di concessione, d'azzurro al FERT, d'oro in caratteri gotici, accostato da due rose d'oro: quella di destra bottonata d'argento, quella di sinistra bottonata di rosso Cimiero: aquila di nero rostrata di oro, linguata di rosso, nascente Motto: Libertà ed indipendenza Sostegni: due leoni al naturale (citato in (4) – Vol. II pag. 349) |
|        | Casati (Milano) d'argento alla torre di rosso coperta, entro a due trecce di rosso piegate in cerchio con le punte decussate di sotto Cimiero: l'aquila di nero, rostrata di oro, linguata di rosso, nascente Motto: Insvetum per iter (citato in (4) – Vol. II pag. 350) |
|        | Casati (Milanese) Titolo: conti di Borgolavezzaro; signori di Alzate, Castelletto Ticino, Fontanetto, Momo D'argento, al mastio di rosso, aperto del campo, racchiuso tra due trecce di capelli di rosso, incurvate alias D'argento, al mastio di rosso, aperto del campo, merlato alla guelfa di otto pezzi, il tutto racchiuso tra due trecce di capelli di rosso, passanti in croce di Sant'Andrea in punta dello scudo e con le punte combaciantesi in alto alias D'argento, al mastio di rosso, aperto del campo, merlato alla guelfa di otto pezzi, il tutto racchiuso tra due trecce di capelli di rosso, passanti in croce di Sant'Andrea in punta dello scudo e con le punte combaciantesi in alto, con il capo d'azzurro, al Fert d'oro, in caratteri gotici, accostato da due rose, quella di destra d'oro, bottonata d'argento, quella di sinistra d'oro, bottonata di rosso Motto: Insuetum per iter - Tenez droit (citato in (15)) |
|        | Casati Rollieri (Piacenza) Titolo: Marchese d'argento al mastio rosso aperto del campo, merlato di 5 pezzi alla guelfa e torricellato d'un pezzo con tre merli simili e coperto: il tutto racchiuso tra due trecce di rosso, ciascuna di tre manipoli, combaciantisi in alto e decussati nella punta dello scudo (citato in (4) – Vol. II pag. 352) |
|        | Casati Stampa di Soncino (Milano) d'argento alla torre di rosso coperta, entro a due trecce di rosso piegate in cerchio con le punte decussate di sotto (citato in (4) – Vol. II pag. 350) |
|        | Casavecchia (Toscana) (DE) In Blau 3 goldene Lilien 2:1 gestellt (citato in (28)) |
|        | Casaverde (Chieri) D'azzurro, a tre stelle poste in palo, accostate da dodici mezze lune montanti, sei per parte, una sull'altra, il tutto d'argento (citato in (15)) |
|        | Casazza (Molise) (la blasonatura non è stata ancora caricata) (citato in DAlena) |
|        | Casazza (Monastero) Titolo: conti di Valmonte D'azzurro, alla casa (d'argento?), con le due estremità laterali infiammate (di rosso?), sostenente nel mezzo un gallo ardito e rivoltato (al naturale?), fissante tre stelle (d'oro?), male ordinate, poste nel cantone sinistro del capo (citato in (15)) |

### Casc
| Stemma | Casato e blasonatura |
| ------ | --- |
|        | Cascalacà (Cesena) (la blasonatura non è stata ancora caricata) (citato in BLCW) Immagine in Blasone Cesenate.                                                                                            |
|        | Casciani (Firenze) D'argento, al leone di nero lampassato di rosso, tenente con la branca anteriore destra un crescente montante di rosso (citato in (13))                                                |
|        | Casciani (Pescia) Di..., al monte di sei cime di..., cimato da un busto umano di..., barbuto di... e vestito di... (citato in (13))                                                                       |
|        | Casciani (Pisa) D'argento, a tre bande d'azzurro (citato in (13)) |
|        | Cascina o Cascino (Sicilia) di rosso, al filetto in fascia d'argento (citato in Mango) |
|        | Cascina (Sicilia) di rosso, con una fascia d'argento (citato in (26)) Notizie storiche in Famiglie nobili di Sicilia.                                                                                     |
|        | Cascini (Pisa) Di rosso, a tre pali ondati di nero, e al capo del campo, sostenuto da una divisa, e caricato di tre gigli ordinati fra i quattro pendenti di un lambello, il tutto d'oro (citato in (13)) |
|        | Cascioni (Toscana) (DE) In Blau-rot geteiltem Feld 3 goldene Pfähle, überdeckt von 1 roten Balken (citato in (28))                                                                                        |
|        | Casciotti (Firenze) Troncato: nel 1º palato di sei pezzi d'azzurro e d'oro; nel 2º palato di sei pezzi di rosso e d'oro; con la fascia di rosso passata sulla troncatura (citato in (13))                 |
|        | Casciotti (Toscana) (DE) In Silber 3 schwarze Schrägbalken, überdeckt von 1 schwarzen Balken (citato in (28))                                                                                             |

### Case
| Stemma | Casato e blasonatura |
| ------ | --- |
|        | Casei (Aosta) Titolo: signori di Quart D'argento, al castello di rosso, la torre di sinistra più bassa e più piccola, con una grande porta, del campo, trilobata, e un orso di nero, legato alla porta dello stesso, passante nella medesima Motto: Bien faire passe tout (citato in (15)) |
|        | Casella (Abruzzo) D'argento alla fascia d'azzurro accompagnata in capo da una rosa di rosso, ed in punta da tre pali d'azzurro (citato in DAlena) |
|        | Casella (Revello) Titolo: conti di Selve D'argento, al mastio di rosso (citato in (15)) |
|        | Casella (Tortona) Titolo: conti di Villa Romagnano D'argento, alla torre di due palchi, di rosso, merlata alla ghibellina rispettivamente di quattro e tre pezzi, nascente dalla punta e aperta del campo (citato in (15)) |
|        | Casella (Ovada) Troncato: nel 1° d'oro, all'aquila col volo abbassato coronata di nero; nel 2° d'azzurro, alla casa vista in prospettiva d'argento, coperta di rosso, aperta e finestrata di nero, fondata su una terrazza di verde (citato in (31)) |
|        | Casella (Napoletano) inquartato: nel 1° e nel 4° di rosso al leone d'oro; nel 2° e nel 3° d'oro ad una casa di rosso tegolata di nero e caricata di tre casette dello stesso 2,1 (citato in (33)) |
|        | Casellesi (Firenze) D'azzurro, alla casa d'argento tegolata di rosso, sormontata da tre stelle a otto punte d'oro ordinate fra i quattro pendenti di un lambello di rosso alias D'argento, alla casa di rosso; con il capo d'azzurro caricato di tre stelle a otto punte d'oro ordinate fra i quattro pendenti di un lambello di rosso alias Di..., al castello di..., fondato sul terreno di..., accompagnato in capo da tre stelle a otto punte di... ordinate fra i quattro pendenti di un lambello di... (citato in (13)) |
|        | Caselli (Firenze) Troncato: nel 1º di..., all'aquila dal volo abbassato di..., coronata di...; nel 2º di..., al bastone doppiomerlato e scorciato in fascia di... (citato in (13)) |
|        | Caselli (Siena) D'azzurro, alla banda d'argento, accompagnata nel cantone sinistro del capo da una stella a otto punte d'oro (citato in (13)) |
|        | Caselli (Cosenza) Titolo: patrizi di Cosenza d'azzurro al grifo d'oro sormontato da un rastrello a cinque pendenti di rosso (citato in (4) – Vol. II pag. 352, in DAlena e in (16)) |
|        | Caselli (Sarteano) (di rosso, a due bande scaccate di due file di nero e d'argento) (citato in BNDD) Immagine ne L'araldica sarteanese nei secoli. |
|        | Casello (Catanzaro) D'argento alla fascia d'azzurro accompagnata in capo da una rosa di rosso (citato in DAlena e in BLCL) |
|        | Caserta Caetani (Roma) inquartato: nel 1º e 4º d'oro, alla gemella ondata in banda d'azzurro; nel 2º e 3º d'azzurro, all'aquila coronata sorante d'oro, col corpo volto a sinistra (Immagine nell' Archivio Storico Capitolino (PDF) (archiviato dall'url originale il 23 febbraio 2017).) |

### Casi
| Stemma | Casato e blasonatura |
| ------ | --- |
|        | Casini (Arezzo) D'azzurro, alla gemella in fascia d'oro, accompagnata da tre stelle a sei punte dello stesso, 2.1 (citato in (13)) gemella in fascia di oro su azzurro - 3 stelle (6 raggi) di oro su azzurro poste 2,1 (citato in LEOM) |
|        | Casini (Firenze) D'azzurro, al monte di sei cime d'oro, sostenente sulle cime laterali inferiori due pannocchie (o spighe) dello stesso, fustate di verde e ricadenti in fuori; con il capo cucito d'Angiò alias D'azzurro, al monte di sei cime d'oro, sostenente sulle cime laterali inferiori due pannocchie (o spighe) dello stesso, fustate d'oro e ricadenti in fuori; con il capo cucito d'Angiò (citato in (13)) |
|        | Casini (Firenze) D'azzurro, alla gemella in fascia d'oro, sostenente un monte di tre cime dello stesso (citato in (13)) |
|        | Casini (Firenze) D'azzurro, alla gemella in fascia d'oro, accompagnata da tre stelle a sei punte dello stesso, 2.1 (citato in (13)) |
|        | Casini (Firenze) Di..., alla banda composta di sei pezzi di... e di..., accompagnata da due stelle a otto punte di..., 1.1 (citato in (13)) |
|        | Casini (Firenze) Troncato d'oro e d'azzurro, all'albero attraversante al naturale, nodrito su un monte di sei cime d'oro (citato in (13)) |
|        | Casini (Firenze) D'oro, al capro saliente d'azzurro e alla banda attraversante d'argento (citato in (13)) |
|        | Casini (Firenze) Di..., al leone di..., e alla fascia attraversante di..., caricata di tre gigli coricati di... (citato in (13)) |
|        | Casini (Siena) D'oro, alla fascia di nero caricata di una crocetta di rosso, e accompagnata da sei stelle a otto punte d'azzurro, ordinate in cinta, 3.3 alias D'oro, alla fascia d'azzurro caricata di una crocetta d'oro, e accompagnata da quattro stelle a otto punte d'azzurro, 2.2 (citato in (13)) |
|        | Casini (Siena) D'oro, alla fascia di verde, accompagnata da sei stelle a otto punte d'azzurro, tre ordinate in capo, e tre in punta, 2.1 alias D'oro, alla fascia di verde, accompagnata da sei stelle a sei punte d'azzurro, tre ordinate in capo, e tre in punta, 2.1 (citato in (13)) |
|        | Casini (Siena) D'azzurro, al crescente montante d'oro, sormontato da un chiodo posto in palo di nero (citato in (13)) |
|        | Casini (Siena) Di..., al grifone di..., sostenuto da un monte di tre cime d'azzurro uscente dalla punta (citato in (13)) |
|        | Casini (Siena) Di..., alla banda diminuita di..., sostenente un cane passante di... (citato in (13)) |
|        | Casini (Siena) D'azzurro, a tre fasce ondate d'oro, e al toro furioso attraversante di rosso (citato in (13)) |
|        | Casini (Toscana) (DE) In Rot 1 goldener Schrägbalken, beidseitig senkrecht zur Figur begleitet von je 1 schreitenden goldenen Löwen, der Untere gestürzt (citato in (28)) |
|        | Casini (Toscana) (DE) 1 schwebender Sechsberg, begleitet oben von 2, unten von 1 achtstrahligen Stern (citato in (28)) |
|        | Casini (Toscana) (DE) In Blau 2 goldene Balken, der obere oben besetzt mit 1 goldenen Dreiberg (citato in (28)) |
|        | Casini (Toscana) (DE) In Blau 2 silberne Balken, oben begleitet von 1 schwebenden goldenen Sechsberg (citato in (28)) |
|        | Casini (Toscana) (DE) In Blau 1 goldener Zwillingsbalken, begleitet oben von 2, unten von 1 achtstrahligen goldenen Stern (citato in (28)) |
|        | Casini (Toscana) (DE) In Gold 1 schwarzer Balken belegt mit 1 roten Kreuz und begleitet oben von 3 1:2 gestellten, unten von 3 2:1 gestellten achtstrahligen blauen Sternen (citato in (28)) |
|        | Casini (Cesena) (la blasonatura non è stata ancora caricata) (citato in BLCW) Immagine in Blasone Cesenate. |
|        | Casini della Chiave (Firenze) D'azzurro, a due gemelle in fascia d'oro, sostenenti la prima un monte di tre cime e la seconda due monti di tre cime dello stesso (citato in (13)) |
|        | Casini della Croce (Firenze) D'azzurro, alla croce gigliata d'oro, accantonata nel 1º quarto da un crescente volto in banda d'argento, e negli altri quarti da tre stelle a otto punte d'oro alias D'azzurro, alla croce fioronata d'oro, accantonata nel 1º quarto da un crescente volto in banda d'argento, e negli altri quarti da tre stelle a otto punte d'oro (citato in (13))                                     |
|        | Casini del Drago (Firenze) D'azzurro, al monte di sei cime d'oro cimato da una stella a otto punte dello stesso; il tutto accostato da due delfini guizzanti in palo affrontati d'argento (citato in (13)) |
|        | Casini del Nicchio (Firenze) Di..., alla stella a otto punte di... (citato in (13)) |
|        | Casini delle Ruote (Firenze) D'azzurro, a due filetti in fascia d'oro, sostenenti il primo un monte di tre cime e il secondo due monti di tre cime dello stesso (citato in (13)) |

### Caso
| Stemma | Casato e blasonatura |
| ------ | --- |
|        | Casolani (Siena) Partito: nel 1º di rosso pieno; nel 2º d'argento, alla fascia d'azzurro alias Partito: nel 1º di rosso pieno; nel 2º d'argento, alla fascia d'azzurro; con il capo dell'Impero (citato in (13)) |
|        | Casoli partito: d'azzurro e di rosso alla torre d'oro, aperta e finestrata di tre, merlata di tre pezzi alla ghibellina, attraversante sulla partizione e sormontata da un sole d'oro (citato in (4) – Vol. II pag. 570) |
|        | Casolini (Sersale) di azzurro alla campagna dello stesso caricata di due fasce d'argento, alla torre d'argento quadra posta di profilo e da sinistra, fondata sulla partizione sostenuta a destra da un leone di oro rivoltato, addestrato da un palmizio di verde, nodrito sulla partizione; la torre sormontata da una stella d'oro di otto raggi (citato in (4) – Vol. II pag. 352) |
|        | Casoni (Vittorio Veneto) Titolo: Nobile inquartato: al 1º e 4º d'azzurro al giglio di argento; al 2º troncato ondato di rosso e d'argento; al 3º troncato ondato d'argento e di rosso Cimiero: il cavallo spaventato e nascente (citato in (4) – Vol. II pag. 353) |
|        | Casoni (Carrara) D'azzurro, al castello turrito di due pezzi d'argento, aperto e finestrato del campo, fondato sul terreno di verde (citato in (13)) |
|        | Casoni (Firenze) D'argento, alla casa al naturale tegolata di rosso; con il capo d'azzurro, caricato di una stella a otto punte di rosso (citato in (13)) |
|        | Casoni (Milano) castello (2 torri) di argento su azzurro finestrato e aperto del campo su terrazzo di verde (citato in LEOM) |
|        | Casoni (Venezia) (FR) Écartelé, aux 1 et 4, d'azur, à une fleur-de-lys d'or, aux 2 et 3, d'or, à une couleuvre ondoyante en pal de sinople. (citato in JB Rietstap (archiviato dall'url originale il 21 giugno 2016).) |
|        | Casotti (Prato) D'azzurro, al braccio destro alato e armato d'argento, movente da destra e impugnante con la mano di carnagione una mazza d'arme al naturale posta in banda (citato in (13)) |
|        | Casotti (Cesena) (la blasonatura non è stata ancora caricata) (citato in BLCW) Immagine in Blasone Cesenate. |

### Cass
| Stemma | Casato e blasonatura |
| ------ | --- |
|        | Cassagne (San Miniato) Di nero, a due spade alte decussate d'argento, e al capo del secondo, caricato di un giglio di rosso posto fra due crocette dello stesso (citato in (13)) |
|        | Cassagne (Parigi) 2 spade di argento manicate di oro incrociate su nero punte in alto - giglio e 2 crocette di rosso su argento in capo (citato in LEOM) |
|        | Cassandrini (Cento) Astore (citato in DAlena) |
|        | Cassani partito: nel primo di rosso alle tre casse al naturale con i congegni all'antica d'oro; nel secondo d'azzurro a due leoni d'oro controrampanti ad un pero nordito sulla campagna di verde |
|        | Cassano o Cassena o Casseni (Astigiano) Titolo: consignori di Agliano, Calosso, Coazzolo D'argento, a tre fasce di rosso (citato in (15)) |
|        | Cassano (Tortonese) Titolo: consignori di Agliano, Cassano Spinola Di rosso, a tre cassetti d'argento alias Di rosso, a tre cassette d'oro alias D'azzurro a due fasce d'argento, caricate rispettivamente di due e una cassetta di rosso, con il capo d'oro, carico di un'aquila coronata, di nero (citato in (15)) |
|        | Cassano (Torino, Pray) Titolo: nobili D'oro, a tre fasce d'azzurro, con il capo del secondo, carico di un crescente d'argento, montante (citato in (15)) |
|        | Cassano (Napoletano) (la blasonatura non è stata ancora caricata) (citato in (19)) |
|        | Cassardo (Moncalieri) Titolo: consignori di Trofarello D'azzurro, al liocorno d'argento passante, sormontato da una stella d'oro (citato in (15)) |
|        | Cassarino o Valcassarino (Sicilia) d'oro, a tre teste di moro di nero, 2 e 1, attortigliate di rosso (citato in Mango) d'oro, con tré teste di moro di nero attortigliate di rosso ordinate 2, e 1. Corona di barone (citato in (26)) Notizie storiche in Famiglie nobili di Sicilia. |
|        | Cassaro o Alcassar (Sicilia) Titolo: barone di Siragusa, Pietrarossa d'argento, a due bande di rosso, ed il palo del secondo attraversante (citato in Mango) d'argento, con due bande di rosso, ed un palo dello stesso broccante sul tutto. Corona di barone (citato in (26)) Notizie storiche in Famiglie nobili di Sicilia. |
|        | Cassera (Domaso, Gera d'Adda) Titolo: Conte, feudo di Dovero in Gera d'Adda Interzato in fascia; nel 1. d'oro, all'aquila di nero coronata del campo; nel 2. di rosso, al castello cimato da due torri d'argento, aperto del campo; nel 3.° d'argento, a due bande d'azzurro. Cimiero: Un'aquila uscente di nero. (citato in CROL) |
|        | Cassetti (Venezia) (FR) D'azur, à une cassette carrée d'or (citato in JB Rietstap (archiviato dall'url originale il 21 giugno 2016).) |
|        | Cassi (Firenze) D'oro, a tre catene di rosso poste in banda alias D'oro, a tre catene di rosso poste in banda; con il capo d'Angiò (citato in (13)) |
|        | Cassiani troncato: sopra: d'oro all'aquila di nero, col volo abbassato; sotto: di azzurro alla cassa di legno, col coperchio aperto. sostenuto dalla pianura erbosa, con un albero nodrito nella cassa ed attraversante il coperchio, il tutto al naturale, e sotto un capo di roso, carico di tre gigli d'oro, ordinati in fascia (citato in (4) – Vol. II pag. 353) |
|        | Cassiani (Firenze, Pescia) D'azzurro, alla banda d'argento caricata di una rosa di rosso, in mezzo a due gigli dello stesso posti nel senso della pezza (citato in (13)) (DE) In Blau 1 silberner Schrägbalken, der Figur nach belegt mit 1 roten Rose zwischen 2 roten Lilien (citato in (28)) alias Di verde, alla sbarra d'argento caricata di una rosa di rosso, in mezzo a due gigli dello stesso rivolti nel senso della pezza; il tutto sormontato in capo dalla croce di Santo Stefano (citato in (13)) |
|        | Cassiani Ingoni (Padova, Noto (Siracusa)) partito: al 1º troncato: sopra: d'oro all'aquila di nero, col volo abbassato; sotto: di azzurro alla cassa di legno, col coperchio aperto. sostenuto dalla pianura erbosa, con un albero nodrito nella cassa ed attraversante il coperchio, il tutto al naturale, e sotto un capo di roso, carico di tre gigli d'oro, ordinati in fascia (Cassiani); al 2º partito d'oro e di rosso, alla lettera A all'antica accompagnata da tre stelle (8), il tutto dell'uno nell'altro (Ingoni) (citato in (4) – Vol. II pag. 353) |
|        | Cassibile (Messina) (la blasonatura non è stata ancora caricata) (Immagine nella Raccolta stemmi Trippini (JPG).) |
|        | Cassina (la blasonatura non è stata ancora caricata) (citato in DAlena) |
|        | Cassinetto (Salasco) Titolo: consignori di Salasco Fasciato d'argento e di rosso, con il capo d'oro, carico di un ristretto di campo con una casa (cascinetta) al naturale Motto: Fundavit Dominus eam (citato in (15)) |
|        | Cassini (Genova) (la blasonatura non è stata ancora caricata) (citato in (BLBO)) |
|        | Cassini (Macerata) troncato: nel 1º di azzurro al leone nascente dalla partizione, d'oro; nel 2º di rosso allo scaglione scorciato di argento (citato in (4) – Vol. II pag. 353) |
|        | Cassini (Francia) D'azzurro, alla fascia, accompagnata da sei stelle, il tutto d'oro (citato in (15)) |
|        | Cassini (Torino) Fasciato di rosso e di argento, con il capo del primo, carico di una cascina del secondo (citato in (15)) |
|        | Cassini (Piemonte, Ile-de-France) D'oro alla fascia d'azzurro , accompagnata da sei stelle dello stesso (citato in (20) (FR) D'or à la fasce d'azur acc de six étoiles du même (citato in (RIET)) |
|        | Cassinis (Treviso, Venezia) Titolo: Nobile di rosso a tre fasce d'argento (citato in (4) – Vol. II pag. 354) |
|        | Cassinis (Masserano, Torino, Roma) Fasciato d'argento e di rosso, con il capo d'oro, carico di una casina, di rosso alias Troncato, al 1° d'argento, alla casa di rosso, al 2° fasciato d'oro e d'azzurro Motto: Quia odisti iniquitatem (citato in (15)) |
|        | Cassino o Cassini (Cherasco) Titolo: conti di Mérindol D'argento, a tre fasce di rosso Motto: Potius mori quam foedari (citato in (15)) |
|        | Cassio (Roma) partito: nel 1º sbarrato ondato d'argento e di rosso, col capo d'azzurro caricato di un giglio d'oro; nel 2º di rosso alla banda d'argento col capo d'oro caricato di un'aquila di nero coronata d'oro, sostenuta da una fascia di azzurro, caricata di una stella (5) d'oro (citato in (4) – Vol. II pag. 354) |
|        | Cassis o Cassis Faraone (Roma, Padova) Titoli: Cavaliere del S. R. I., Conte palatino, Marchese troncato: semipartito, colla fascia d'azzurro, carica di 3 stelle (6) d'oro, ordinate in fascia, posta sulla partizione; il 1º di oro all'aquila bicipite di nero, linguata di rosso; il 2º di rosso, alla croce d'oro ancorata; il 3º d'argento alla piramide egiziana troncata sulla sommità, scalinata, aperta di nero, fondata sulla pianura erbosa, il tutto la naturale Cimieri: affrontati, a destra, l'aquila bicipite del campo, a sinistra una croce d'oro ancorata, entro ad un volo di nero, ciascuna ala carica di una stella (6) d'oro (citato in (4) – Vol. II pag. 354)                                                                                                |
|        | Cassis o Cassis Faraone (Treviso) Titoli: Conte del S. R. I. troncato: semipartito, colla fascia d'azzurro, carica di 3 stelle (6) d'oro, ordinate in fascia, posta sulla partizione; il 1º di oro all'aquila bicipite di nero, linguata di rosso; il 2º di rosso, alla croce d'oro ancorata; il 3º d'argento alla piramide egiziana troncata sulla sommità, scalinata, aperta di nero, fondata sulla pianura erbosa, il tutto la naturale Cimieri: a destra, la croce d'oro ancorata, entro ad un volo di nero, ciascuna ala carica di una stella (6) d'oro; nel centro: l'aquila bicipite dello scudo; a sinistra: la piramide dello scudo, fra due proboscidi, quella a destra troncata d'argento e d'azzurro, quella a sinistra di nero e d'oro (citato in (4) – Vol. II pag. 354) |
|        | Cassitto (Napoli, Ravello) Titolo: nobile, patrizio di Ravello d'argento mantellato d'azzurro, con tre aquilotti decapitati, dell'uno all'altro (citato in (4) – Vol. II pag. 355 e in (16)) |
|        | Cassitto (Ravello) D'argento interzato dal capriolo ripieno di nero e caricato da tre alerioni dell'uno nell'altro (citato in DAlena e in Chiese di Ravello.) |
|        | Cassivoli (Firenze) Di..., all'albero sradicato di..., infilante con il tronco una cassa di... (citato in (13)) |
|        | Cassoli (Reggio Emilia, Rimini, Bologna, Milano) Titoli: Conte di Rebecco, Conte di Vezzano e Sedrio inquartato: nel 1º e 4º d'oro alla mezz'aquila bicipite al naturale, coronata del campo, uscente dalla partizione con ramoscello d'olivo al piede dell'aquila al 4º punto. Nel 2º e 3º di rosso a due fasce d'oro Cimiero: colomba in atto di spiccare il volo Moto: Dirige viam tuam (citato in (4) – Vol. II pag. 356 e 358) |
|        | Cassoli Lorenzotti (Modena) mezza aquila bicipite di nero uscente dalla partizione su oro corona reale dello stesso - 2 fasce di oro su rosso (citato in LEOM) |
|        | Cassolo (Venezia) (FR) Coupé, au 1, d'azur, à quatre bandes d'or, au 2 aussi d'azur à quatre bandes d'or (citato in JB Rietstap (archiviato dall'url originale il 21 giugno 2016).) |
|        | Casson (Chioggia) (la blasonatura non è stata ancora caricata) (citato in Araldica gentilizia (archiviato dall'url originale il 24 settembre 2015).) |
|        | Cassotti o Caissotti (Vigone) Titolo: conti di Casalgrasso, Ceresole, Mongrando, Primeglio e Schierano, Robbione; consignori di Costigliole Di rosso, alla fascia scaccata d'argento e d'azzurro, sormontata da tre stelle d'argento male ordinate Motto: Virtute tuetur (citato in (15)) |
|        | Cassuli o Da Cazulo (Carmagnola) Titolo: consignori di Montaldo Roero, Pocapaglia Di rosso, al leone coronato d'oro (citato in (15)) |
|        | Cassulla o Cassulo (Ovada) Troncato: nel 1° d'azzurro, all'aquila spiegata di nero; nel 2° d'oro, al leone d'argento, tenente tra le branche un mestolo al naturale, posto in palo (citato in (31)) |

### Casta
| Stemma | Casato e blasonatura |
| ------ | --- |
|        | Castagna (Moncalieri) Titolo: conti di Gayraud D'oro al castagno di verde, sradicato Motto: Pasco bonos pungoque malos (citato in (15)) |
|        | Castagna (Carmagnola) Titolo: conti di San Biagio D'oro, al castagno di verde, fruttato, poggiante sulla pianura erbosa (citato in (15)) |
|        | Castagna (Casale) Bandato d'oro e di rosso, con il capo di rosso, carico di un ramo di castagno d'oro, sostenuto d'argento (citato in (15)) |
|        | Castagna (Acqui) Troncato, al 1° d'azzurro, al riccio di castagno al naturale, al 2° bandato d'azzurro e d'oro, con la fascia d'argento passante sulla partizione (citato in (15)) |
|        | Castagna (Sicilia) Titolo: barone di Biscari, Saponara, Granito, Nocifora, Serravalle, Ristini, Poggiorosso, Cane, Sollaviani, Cannetto, Rocca di Maurojanni, S. Andrea, Bavusoi d'argento, al castagno sradicato di verde, fruttifero di cinque pezzi d'oro (citato in Mango) d'argento, con albero castagno di verde fruttifero d'oro. Corona di barone (citato in (26)) alias d'azzurro, al castagno sradicato d'oro, cimato dall'aquila spiegata di nero, coronata d'oro (citato in Mango) Notizie storiche in Famiglie nobili di Sicilia. |
|        | Castagna (Tropea) in campo azzurro due leoni d'oro rampanti tenenti uno scudo coronato dello stesso con due stelle d'argento in capo (citato in BLCL) Immagine in Tropea Magazine. |
|        | Castagna (Tropea) (LA) campum ceruleum duo leones aureos rampantes tenentes scutum coronatum desuper due stelle argentee (citato in BLCL) Notizie storiche in Tropea Magazine. |
|        | Castagnacci (Pistoia) Partito: nel 1º fasciato di sei pezzi d'azzurro e d'oro; nel 2º di rosso pieno alias Partito: nel 1º fasciato di sei pezzi d'oro e di verde; nel 2º di rosso pieno (citato in (13)) |
|        | Castagneri o Castagnery (Torino, Savoia) Titolo: baroni di Castelnuovo; consignori di Ceres D'oro, al castagno nudrito sulla pianura erbosa, il tutto al naturale Motto: Pasco bonos pungoque malos (citato in (15)) |
|        | Castagnia (Cesena) (la blasonatura non è stata ancora caricata) (citato in BLCW) Immagine in Blasone Cesenate. |
|        | Castagnioli (Cesena) (la blasonatura non è stata ancora caricata) (citato in BLCW) Immagine in Blasone Cesenate. |
|        | Castagnola di rosso, alla fascia d'oro, caricata di una castagna fogliata di verde (citato in (5) - pag. 116) |
|        | Castagnola (La Spezia) d'azzurro, allo scaglione fusato di 12 pezzi d'argento e di rosso, accompagnato da tre stelle (6) d'oro (citato in (5) - pag. 131 e in (4) - Vol. II pag. 360 (fusato di argento e di rosso ... tre stelle d'oro ordinate in fascia)) |
|        | Castagnoli (Firenze) D'azzurro, alla sbarra di rosso caricata di tre stelle a sei punte d'oro (citato in (13)) |
|        | Castaldi (Napoletano) d'azzurro, alla fascia di rosso caricata da tre gigli di Francia; nel capo tre stelle ordinate in fascia ed in punta tre aguglie poste in banda; il tutto d'oro (citato in (33)) |
|        | Castaldo (Ravello) Fasciato ondato di argento e di azzurro (citato in DAlena, in (19) e in Chiese di Ravello.) alias Fasciato ondato di argento e di azzurro, a sei tronchi di alberi di verde caricati nelle prime (citato in DAlena e in (19)) Notizie storiche in Nobili napoletani. |
|        | Castaldo (Napoli) bandato ondato di argento e di azzurro (citato in (19)) Notizie storiche in Nobili napoletani. |
|        | Castaldo (Venezia) (FR) D'argent, à la fasce d'or, acc. de deux fleurs-de-lys de gueules, 1 en chef et 1 en pointe. (citato in JB Rietstap (archiviato dall'url originale il 21 giugno 2016).) |

### Caste
| Stemma | Casato e blasonatura |
| ------ | --- |
|        | Castelbarco Albani Visconti Simonetta e Castelbarco Visconti Simonetta e Castelbarco Visconti Simonetta Pindemonte Rezzonico (Milano) inquartato: nel 1º e 4º di rosso al leone di argento; nel 2º e 3º d'argento al biscione visconteo; col capo dello scudo di rosso caricato di un leone di argento, coronato di oro. Sul tutto: d'oro, all'aquila bicipite, spiegata di nero, coronata e cimata delle lettere F III Cimieri (su tre elmi coronati): 1º un leone uscente e rivolto d'argento, coronato d'oro; 2º l'aquila dell'impero; 3º il biscione visconteo, uscente, alato d'azzurro Ornamenti: il manto (citato in (4) – Vol. II pag. 361) |
|        | Castelcucchi (Asolo) (la blasonatura non è stata ancora caricata) (citato in DAlena) |
|        | Castellacci (Firenze) Di..., al monte di sei cime di... sostenente due spighe di..., nodrite sulle cime laterali; il tutto sormontato da una lettera maiuscola G di... (citato in (13)) |
|        | Castellana o Castellano (Sicilia) Titolo: barone della Gulsitta d'azzurro, al castello a tre torri merlate ciascuna di tre pezzi con due leoni coricati e addossati dinanzi alla porta dello stesso, il tutto d'oro (citato in Mango) d'azzurro, con un castello d'oro, sostenuto dal dorso di due leoni sedenti del medesimo. Corona di barone (citato in (26)) Notizie storiche in Famiglie nobili di Sicilia. Ulteriori notizie storiche in Famiglie nobili di Sicilia. |
|        | Castellani (Firenze) d'argento, al castello merlato e torricellato di 2 pezzi di rosso, sormontato da una corona radiata d'oro con due palme al naturale (per concessione di Iacopo re di Puglia) e una crocetta di rosso posta in mezzo alle palme decussate passante con esse per la corona (citato in (2) – pag. 116, in (4) - Vol. II pag. 363 e in DAlena) |
|        | Castellani (Firenze) D'argento, al castello turrito di due pezzi di rosso alias D'argento, al castello turrito di due pezzi di rosso, e alla banda attraversante d'azzurro alias D'argento, al castello turrito di due pezzi di rosso, e alla banda attraversante d'oro alias D'argento, al castello turrito di due pezzi di rosso, sormontato dalla corona radiata d'oro, cimata da una croce di rosso, e infilata da due rami di palma decussati di verde (citato in (13)) |
|        | Castellani (Firenze) D'azzurro, al castello turrito di due pezzi di rosso, talvolta fondato sulla campagna al naturale (citato in (13)) |
|        | Castellani (Firenze) D'azzurro, alla stella a otto punte d'argento, posta in mezzo a tre gigli d'oro, 2.1; con il capo cucito d'Angiò (citato in (13)) |
|        | Castellani (Firenze) D'azzurro, alla pera d'oro posta in mezzo a tre crescenti montanti dello stesso, 2.1 (citato in (13)) |
|        | Castellani (Treja) partito: al 1º di rosso al castello di argento fortificato di tre torricelle, con il capo di azzurro caricato di tre stelle di 8 raggi di oro; al 2º trinciato scalinato di rosso e d'oro. Il tutto abbassato sotto un capo di nero caricato di un leone rampante d'oro coronato dello stesso (citato in (4) – Vol. II pag. 363) |
|        | Castellani (Verona) Titoli: Nobile, Cavaliere dell'I. A. col predicato di Sermeti interzato a mantello piegato: al 1º di rosso a tre stelle d'oro; al 2º troncato d'oro all'aquila di nero, linguata di rosso e di azzurro al castello di pietra al naturale, chiuso e finestrato di nero, movente dalla punta dello scudo; al 3º di nero, al leone coronato d'oro, linguato di rosso Cimieri: due elmi torneari alla tedesca, affrontati e coi rispettivi cimieri, a destra, l'aquila del campo rivoltata; a sinistra, le stelle del campo, fra due proboscidi rivolte in fuori e troncate, quella di destra d'oro e di rosso, quella di sinistra, d'azzurro e d'oro Motto: Munior ne vincar (citato in (4) – Vol. II pag. 364) |
|        | Castellani o Castellani Merlani o Castellani Varzi (Alessandria) Titolo: conti di Arache D'argento, a tre bande d'azzurro, con il capo d'oro cucito, carico di tre merli di nero, beccate e membrate di rosso, ordinate in fascia alias D'azzurro, a tre bande d'argento, con il capo d'oro, carico di tre merli di nero, beccate e membrate di rosso, ordinate in fascia alias Partito di Castellani e di Bertalazzone (citato in (15)) |
|        | Castellani o Castellani Fantoni o Castellani Tettoni (Novara) Titolo: conti di Briona, Solarolo D'azzurro, alla torre, sostenuta da due leoni affrontati, con un'aquila nascente dalla sommità, il tutto d'oro Motto: Sta firmiter et spera (citato in (15)) |
|        | Castellani (Novara) (la blasonatura non è stata ancora caricata) (Immagine nella Raccolta stemmi Trippini (JPG).) |
|        | Castellani (Chieri) D'oro, al castello di rosso, sormontato da un'aquila coronata, di nero Motto: In virtute tua (citato in (15)) |
|        | Castellani (Vercelli) Troncato, d'argento, al castello di rosso, e d'azzurro, a due fasce d'oro (citato in (15)) |
|        | Castellani o Castellane (Chivasso) Troncato, d'oro, al castello di tre torri, di rosso, e d'oro, a tre bande di rosso (citato in (15)) |
|        | Castellani (Sicilia) Titolo: barone di Gulfitto d'azzurro, con un castello a tre torri merlate cadauna di due pezzi d'oro, accostato da due leoni contro-rampanti ed affrontati dello stesso. Corona di barone (citato in (26)) Notizie storiche in Famiglie nobili di Sicilia. |
|        | Castellani (Toscana) (DE) Unter 1 silbernen? Schildhaupt, belegt mit 1 zweitürmigen roten Burg, ledig silber? (citato in (28)) |
|        | Castellani (Toscana) (DE) In Silber 1 schwebende zweitürmige rote Burg (citato in (28)) |
|        | Castellani (Toscana) (DE) Über 1 grünen Schildfuß in Silber 1 zweitürmige rote Burg mit naturfarbenem Tor und Fenstern, der rechte Turm besetzt mit 1 grünen Palmzweig, die Burg überhöht von 1 goldenen Krone besetzt mit 1 roten Kreuz und beidseitig durchsteckt mit je 2 grünen Palmzweigen (citato in (28)) |
|        | Castellani Fantoni (Pavia) torre di oro su azzurro - aquila di oro nascente dalla torre su azzurro - 2 leoni controrampanti alla torre di oro su azzurro (citato in LEOM) |
|        | Castellani-Tettoni partito a destra di azzurro alla torre sostenuta da due leoncini, coll'aquila uscente dalla torre, il tutto d'oro; a sinistra fasciata d'azzurro e d'oro, col capo del secondo, caricato di un'aquila coronata di nero (citato in (4) – Vol. II pag. 36) |
|        | Castellani Varzi (Torino) Titolo: Nobile (per il patriziato alessandrino) d'argento a tre bande d'azzurro (alias d'azzurro a tre bande di argento); col capo d'oro, carico di tre merle di nero (alias le merle nascenti dalla partizione), beccate e membrate di rosso, ordinate in fascia Cimiero: l'aquila di nero, nascente, coronata d'oro (citato in (4) – Vol. II pag. 364) alias Partito di Castellani e di rosso, al leone coronato, d'argento (Varzi) alias Inquartato di Castellani e di Varzi alias Troncato, semipartito, al 1° d'oro, a tre merli di nero, ordinati in fascia, al 2° d'argento, a tre sbarre d'azzurro, al 3° di rosso, al leone coronato, d'argento (citato in (15)) |
|        | Castellani Varzi (Torino) 3 bande di azzurro su argento - 3 merli di nero su oro in capo posti 2,1 - castello a 1 torre di rosso cimato da una gazza (uccello) al naturale su oro - trangla di argento - 2 gigli di azzurro su oro in capo (citato in LEOM) |
|        | Castellano o Castellani (Entracque) Titolo: nobile Di rosso, al castello d'argento, fortificato di due torri, sormontate da un'aquila coronata, d'oro, poggiante sulle due torri (citato in (15)) uno scudo di rosso col castello d'argento fortificato di due torri merlate, sormontate da un'aquila d'oro coronata ad ali spiegate, poggiante sulle due torri (citato in (22)) Cimiero: un guerriero nascente armato di tutte pezze, impugnante una lancia Motto: Munit custodia castrum |
|        | Castellar o Parapertusa (Sicilia) Titolo: barone di Spampinato, delli Riesi di rosso, al castello merlato di tre pezzi d'argento, e la banda d'azzurro, caricata di quattro rotelle d'oro, attraversante (citato in Mango) di rosso, con un castello a tre torri merlate d'argento cadauna di due pezzi, ed una banda d'azzurro caricata da quattro rotelle d'oro attraversante sul tutto. Corona di barone (citato in (26)) alias d'azzurro, al castello torricellato di tre pezzi d'argento, aperto e finestrato di nero, sinistrato da un guerriero, armato di tutte pezze del secondo, portante sulle spalle una banderuola dello stesso, astata di nero, posta in sbarra (citato in Mango) Notizie storiche in Famiglie nobili di Sicilia. |
|        | Castellari (Firenze) Di rosso, alla torre di due piani al naturale, sormontata da una rosa di..., e accostata in capo da due stelle a otto punte d'oro (citato in (13)) |
|        | Castellari o Castellari del Lion Nero (Toscana) (DE) In Rot 1 schwebende eintürmige silber-naturfarbene Burg, begleitet oben von 1 goldenen Rose und 2 achtstrahligen goldenen Sternen 1:2 gestellt (citato in (28)) |
|        | Castellet (Châtillon) Di rosso, al liocorno d'argento, accompagnato in capo da una stella, in punta da tre rose ordinate in fascia, il tutto d'oro alias Troncato, d'azzurro, alla stella d'oro, e di rosso, al liocorno d'argento, con la fascia d'argento sulla partizione, carica di tre tortelli di rosso alias Di rosso, al liocorno d'argento, carico di due bisanti d'oro e accompagnato in punta da un terzo bisante, d'oro, il liocorno sormontato da una stella d'oro (citato in (15)) |
|        | Castellet (Sicilia) Titolo: barone inquartato; nel 1° e 4° di rosso, con un castello a tre torri merlate d'oro, cadauno di due pezzi; nel 2° e 3° d'azzurro con un grifo rampante d'argento. Corona di barone (citato in (26)) Notizie storiche in Famiglie nobili di Sicilia. |
|        | Castelletti o De Cortellet (molise) (la blasonatura non è stata ancora caricata) (citato in DAlena) |
|        | Castelletti o Castellitti o Incastilletta (Sicilia) inquartato: nel 1° e 4° di rosso, al castello merlato di tre pezzi d'oro; nel 2° e 3° d'azzurro, al grifone d'argento alias d'azzurro, al castello torricellato di tre pezzi d'oro, aperto e finestrato di nero (citato in Mango) |
|        | Castelletto (la blasonatura non è stata ancora caricata) (citato in DAlena) |
|        | Castelli (Terni, Andrea Castelli e figli) di argento alla torre di rosso di due palchi, chiusa di verde Motto: Allicit et terret (citato in (4) – Vol. I pag. 481) |
|        | Castelli (Livorno) d'azzurro a un ponte di un arco e 2 mezzi di rosso sul mare al naturale, e due torri circolari e merlate, aperte e finestrate del campo, accollate al ponte fra l'arco di mezzo e i due laterali (citato in (4) – Vol. II pag. 365) |
|        | Castelli (Bagni San Giuliano) troncato: nel 1º d'azzurro alla torre doppio merlata al naturale; nel secondo d'argento alla barca in balia di un mare agitato sormontata in capo da una stella di 6 raggi d'oro (citato in (4) – Vol. II pag. 365) |
|        | Castelli (Padova-Venezia) Titolo: Nobile d'azzurro al castello d'oro di tre torri, fondato sulla campagna di verde (citato in (4) – Vol. II pag. 365) |
|        | Castelli (Terlago (Trento)) Titoli: Nobile, Consignore di Castel Terlago d'azzurro al castello torricellato di tre pezzi con muri posti in obliquo, posto su la vetta d'un monte di tre cime di verde Cimiero: un'aquila di nero, legata di argento (citato in (4) – Vol. II pag. 365) |
|        | Castelli (Palermo) Titolo: principe di Torremuzza, Castelferrato; marchese di Capizzi, Motta d'Affermo; conte di Gagliano, S. Carlo; barone di Durilli; signore di Mistretta, Raitano, S. Stefano d'azzurro, al castello di tre torri merlate alla ghibellina di tre pezzi d'argento, aperto e finestrato di nero, movente dalla punta, sormontato nel capo da un giglio d'oro (citato in (4) – Vol. II pag. 366, in DAlena, in (16) e in Mango) d'azzurro, con un castello a tre torri merlate d'argento, cadauna di tre pezzi; quella di mezzo sormontata da un giglio d'oro; mantello di velluto scarlato foderato d'ermellino (citato in (26)) alias d'azzurro, al castello d'oro, e la bordura composta d'argento e di rosso (ramo dei Castelli di Catania) (citato in Mango) alias d'azzurro, al castello a tre torri d'oro, aperto, finestrato e merlato dello stesso (Castelli di Messina) (citato in Mango) alias d'azzurro, al castello d'oro, aperto del campo, sormontato dall'aquila spiegata di nero, membrata, imbeccata e coronata d'oro (Castelli di Palermo) (citato in Mango) Corona di principe Divisa: Allicit et terret Notizie storiche in Famiglie nobili di Sicilia. Ulteriori notizie storiche in Famiglie nobili di Sicilia. |
|        | Castelli (Cagliari, Iglesias) di verde al castello aperto torricellato di cinque pezzi e circondato da sette stelle d'oro a cinque punte in alto a forma di semicerchio: davanti alla porta un leone attraversante (citato in (4) – Vol. II pag. 367) |
|        | Castelli (Sardegna) d'azzurro al castello aperto torricellato di cinque pezzi e circondato da sette stelle d'oro a cinque punte in alto a forma di semicerchio: davanti alla porta un leone attraversante (citato in (10)) |
|        | Castelli (Milano, Vanzago) d'argento al castello al naturale, aperto del campo; alla bordura composta di azzurro e di argento (citato in (4) – Vol. II pag. 367) |
|        | Castelli (Terni) d'azzurro, al castello di tre torri d'argento merlate alla guelfa e sormontato nel capo da un giglio d'oro Motto: Allicit et terret (citato in (4) – Vol. II pag. 368) |
|        | Castelli (Bologna) d'azzurro, al castello di tre torri d'oro, posato sulla pianura erbosa al naturale, aperto e finestrato di due pezzi di nero, le tre torri caricate ognuna da uno scudetto ovale del campo alla banda pure d'oro; al capo d'Angiò (citato in (9) – pag. 253) |
|        | Castelli (Firenze) D'azzurro, alla barca al naturale fluttuante sul mare dello stesso, e accompagnata in capo da una stella a otto punte d'oro alias D'azzurro, alla barca al naturale fluttuante sul mare dello stesso, e accompagnata in capo da una stella a otto punte d'oro; con il capo di Santo Stefano (citato in (13)) |
|        | Castelli (Toscana) (DE) Auf 1 natürlichen grünen Wasser in Blau 1 schwarze Gondel, teilweise überdeckt von 2 gekreuzten goldenen Rudern und im rechten Obereck begleitet von 1 achtstrahligen goldenen Stern (citato in (28)) |
|        | Castelli (Livorno) D'azzurro, alla torre al naturale, fondata sul terreno dello stesso e cimata da tre colombi soranti d'argento alias Di cielo, alla porta aperta poggiante a destra e fondata nel mare, posta in mezzo a due torri e accompagnata da velieri, barche e scogli, il tutto animato e al naturale alias D'azzurro, al ponte di tre archi di rosso, munito sugli archi laterali di due torri dello stesso; il tutto fondato sul mare al naturale (citato in (13)) |
|        | Castelli (Pisa, Firenze) D'azzurro, al castello turrito di un pezzo d'argento, fondato sulla campagna di verde alias Troncato: nel 1º d'azzurro, alla torre di due piani d'oro, fondata sulla partizione; nel 2º d'azzurro, alla barca al naturale fluttuante sul mare dello stesso, e sormontata da una stella a sei punte d'oro (citato in (13)) |
|        | Castelli (Pistoia) D'azzurro, al gallo ardito d'oro, crestato e barbato di rosso, sostenuto da un monte di sei cime d'oro movente dalla campagna di verde; il tutto accompagnato in capo da un crescente montante d'argento alias D'argento, al gallo ardito al naturale, crestato e barbato di rosso, sostenuto da un monte di sei cime di verde movente dalla campagna d'oro; il tutto accompagnato in capo da un crescente montante d'oro (citato in (13)) |
|        | Castelli (Catania, Messina) D'azzurro, al castello d'oro, e la bordura composta d'argento e di rosso (citato in DAlena) castello (2 torri) di oro su azzurro - bordura composta di argento e di rosso (citato in LEOM) |
|        | Castelli (Catania, Messina) castello (3 torri) di oro su azzurro finestrato e aperto del campo cimato da - aquila di nero coronata di oro (citato in LEOM) |
|        | Castelli (Messina) D'azzurro, al castello a tre torri d'oro, aperto, finestrato e merlato dello stesso (citato in DAlena) |
|        | Castelli (Palermo) D'azzurro, al castello d'oro, aperto del campo, sormontato dall'aquila spiegata di nero, membrata, imbeccata e coronata d'oro (citato in DAlena) |
|        | Castelli (Asolo) D'argento al mastio di tre torri merlato alla ghibellina al naturale appoggiato su di una campagna di verde (citato in DAlena) |
|        | Castelli (Cagliari) D'azzurro al castello d'argento. Lo scudo bordato d'azzurro e d'argento Motto: Potius mori quam inquinari (citato in DAlena) |
|        | Castelli (Nizzardo) Titolo: consignori di Faraone Partito di rosso e d'argento, al castello di due torri, senza porta, mattonato di nero, dell'uno nell'altro, accostato da tre stelle per parte, disposte in palo, dell'uno nell'altro, con il capo d'oro, carico di due stendardi di rosso, in decusse Motto: Nec levis ad auras (citato in (15)) |
|        | Castelli (Torino) Titolo: conti di Sessant; consignori di Costigliole Troncato, al 1º d'oro, a due stendardi d'azzurro decussati, al 2º partito d'argento e di rosso, al castello dell'uno nell'altro, accostato da sei stelle, dall'uno all'altro Motto: Quanto lacera più tanto più bella (citato in (15)) |
|        | Castelli (Cherasco) Titolo: conti di Cornegliano Troncato, al 1º d'oro, all'aquila di nero bicipite, coronata sulle due teste, al 2º d'argento, al castello di rosso a tre torri alias Inquartato, al 1° e 4° d'oro all'aquila di nero, bicipite e coronata sulle due teste, al 2° e 3° d'argento alla torre (castello), di rosso alias Inquartato, al 1° e 4° d'oro all'aquila di nero, bicipite e coronata sulle due teste, al 2° e 3° d'argento alla torre (castello), di rosso, sul tutto d'azzurro, al leone di San Marco d'oro, con il vangelo d'argento Motto: Non obsido (citato in (15)) |
|        | Castelli (Alessandria) Partito, di rosso a tre pali, d'argento, e d'azzurro, alla torre cucita, di rosso (citato in (15)) |
|        | Castelli (Chieri) D'argento, all'aquila di nero, con la torre di rosso, attraversante (citato in (15)) |
|        | Castelli (Torino) Titolo: conti D'oro, alla torre di rosso Motto: Cuique suum (citato in (15)) |
|        | Castelli (Lombardia) (la blasonatura non è stata ancora caricata) (Immagine nella Raccolta stemmi Trippini (JPG).) |
|        | Castelli (Milano) (la blasonatura non è stata ancora caricata) (Immagine nella Raccolta stemmi Trippini (JPG).) |
|        | Castelli (Milano, Salvadara, Cantù) castello (3 torri) di rosso su oro - braccio destro uscente da sinistra vestito di argento afferrante con la mano di carnagione una spada in sbarra di argento che sostiene una bilancia dello stesso su azzurro (citato in LEOM) |
|        | Castelli (Sicilia) (la blasonatura non è stata ancora caricata) (Immagine nella Raccolta stemmi Trippini (JPG).) |
|        | Castelli (Treviso) (la blasonatura non è stata ancora caricata) (Immagine nella Raccolta stemmi Trippini (JPG).) |
|        | Castelli (la blasonatura non è stata ancora caricata) (Immagine nella Raccolta stemmi Trippini (JPG).) |
|        | Castelli (la blasonatura non è stata ancora caricata) (Immagine nella Raccolta stemmi Trippini (JPG).) |
|        | Castelli (la blasonatura non è stata ancora caricata) (Immagine nella Raccolta stemmi Trippini (JPG).) |
|        | Castelli (la blasonatura non è stata ancora caricata) (Immagine nella Raccolta stemmi Trippini (JPG).) |
|        | Castelli (la blasonatura non è stata ancora caricata) (Immagine nella Raccolta stemmi Trippini (JPG).) |
|        | Castelli (la blasonatura non è stata ancora caricata) (Immagine nella Raccolta stemmi Trippini (JPG).) |
|        | Castelli (la blasonatura non è stata ancora caricata) (Immagine nella Raccolta stemmi Trippini (JPG).) |
|        | Castelli (la blasonatura non è stata ancora caricata) (Immagine nella Raccolta stemmi Trippini (JPG).) |
|        | Castelli (la blasonatura non è stata ancora caricata) (Immagine nella Raccolta stemmi Trippini (JPG).) |
|        | Castelli della Ferza (Firenze) Di rosso, al castello turrito di un pezzo al naturale, sostenuto da due leoni dello stesso, e accompagnato in capo da una stella a otto punte d'oro, e in punta da un monte di sei cime dello stesso (citato in (13)) |
|        | Castelli Mandosi (Roma) partito: nel 1º di azzurro al castello di argento; nel 2º di rosso alla scala di argento posta in banda accompagnata in capo da un'aquila di nero (citato in (4) – Vol. II pag. 368) |
|        | Castelli Mandosi (Roma) torre (2palchi) al naturale su terrazzo di verde su azzurro - aquila di nero afferrante con gli artigli una scala a pioli al naturale posta in banda su oro (citato in LEOM) |
|        | Castellinard (Parma, Bari) di rosso, al castello d'oro, murato, finestrato ed aperto di nero, fondato sopra una rupe al naturale; col capo d'argento al leopardo d'azzurro, allumato e linguato di rosso Cimiero: la testa del leopardo, del campo, fra due mezzi voli, quello a destra troncato d'oro e di rosso e l'altro d'argento e di azzurro Motto: Virtute probatus (citato in (4) – Vol. II pag. 369) |
|        | Castellinard (Roma) Titolo: conti Di rosso, al castello d'oro, murato, finestrato e aperto di nero, fondato sopra una rupe al naturale, con il capo d'argento, al leone illeopardito d'azzurro, allumato e linguato di rosso (citato in (15)) |
|        | Castellini di rosso, al castello formato da una torre merlata di tre pezzi d'argento, aperta e finestrata del campo, fiancheggiata d'antimuri e d'altre due mezze torri simili d'argento, e col capo d'oro, all'aquila coronata di nero (citato in (5) - pag. 128) |
|        | Castellini (Pontremoli) D'azzurro, al castello turrito di tre pezzi d'argento, aperto del campo (citato in (13)) |
|        | Castellini o Castellini Zucchi (Pontremoli) castello (3 torri) merlato alla ghibellina di argento su azzurro aperto e finestrato del campo (citato in LEOM) |
|        | Castellini o Castellino (Mondovì) D'azzurro, al castello di tre torri, d'argento, sormontato da una stella, d'oro alias D'azzurro, al castello d'argento di tre torri, quella di mezzo più alta, sormontato da tre stelle d'oro, male ordinate Motto: Vivit post funera (citato in (15)) |
|        | Castellini (Cesena) (la blasonatura non è stata ancora caricata) (citato in BLCW) Immagine in Blasone Cesenate. |
|        | Castello (Racconigi) D'argento, al castello di rosso, sostenente un'aquila di nero, coronata di rosso Motto: Pace et bello (citato in (15)) |
|        | Castello Bosio (Chieri) Titolo: signori di Carpenea, Cavallerleone; signori di Cantogno, Fortepasso D'argento, al castello di rosso, di tre torri, murato, finestrato e aperto di nero alias D'argento, al castello di rosso, di tre torri, murato, finestrato e aperto di nero, sostenente un'aquila di nero Motto: Chi altri caccia se stesso non riposa - Non obsido (citato in (15)) |
|        | Castellucci (Cagli) (la blasonatura non è stata ancora caricata) (citato in DAlena) |
|        | Castelnovo (Torino) Titolo: Conte di Torrazzo d'azzurro, al castello di tre torri sormontato da una stella, il tutto d'argento (citato in (4) – Vol. II pag. 369) |
|        | Castelnovo delle Lanze (Torino) Conte della Torrazza d'azzurro al castello di tre torri, sormontate da una stella, il tutto di argento (citato in (4) – Vol. II pag. 370) |
|        | Castelnuovo (Vercelli, Torino) Titolo: conti di Montanaro, Torrazza, Torrazzo; baroni di Meane e S. Bartolomeo D'azzurro, al castello di tre torri, sormontato da una stella, il tutto d'argento (citato in (15)) |
|        | Castelnuovo (Livorno) castello (una torre) di argento fondato su uno scoglio uscente dal mare al naturale su azzurro (citato in LEOM) |
|        | Castelvecchio (Firenze) D'argento, alla pantera chimerica di rosso, ignivoma dello stesso (citato in (13)) |
|        | Castelvetri d'azzurro, alla fascia d'argento, accompagnata in capo da tre nocciole d'oro male ordinate, e in punta da un castello torricellato di tre pezzi al naturale, fondato sulla pianura di verde, aperto e finestrato di nero, e ciascuna torricella cimata da una banderuola di rosso svolazzante a sinistra (citato in (4) – Vol. II pag. 277) |
|        | Castelvì (Sardegna) (la blasonatura non è ancora caricata) (citato in (10)) |

### Casti
| Stemma | Casato e blasonatura |
| ------ | --- |
|        | Castigliano (Napoletano) (la blasonatura non è stata ancora caricata) (citato in (19)) |
|        | Castigliensi (Sicilia) d'azzurro, con un castello a tre torri merlate cadauna di due pezzi sinistrato da un leone, e sormontato da tre stelle e da due lettere D. C. majuscole romane, il tutto d'oro (citato in (26)) castello di oro a 3 torri la centrale più alta merlata ciascuna torre di 2 soli pezzi alla guelfa aperto di nero e accompagnato a destra da - leone rampante di oro sormontato in alto da - 3 stelle (5 raggi) di oro poste in fascia inframezzate dalle lettere maiuscole D e C dello stesso tutto su azzurro (citato in LEOM) Notizie storiche in Famiglie nobili di Sicilia. |
|        | Castiglione e Castiglioni (Milano, Varese) di rosso al leone d'argento, coronato d'oro, sostenente colla zampa anteriore destra un castello d'oro di tre torri (citato in (4) – Vol. II pag. 370, 371 e 372) |
|        | Castiglione o Castiglioni (Penne) Di verde all'aquila bicipite di nero caricata in cuore dallo scudetto di rosso con un leone al naturale sostenente una torre d'oro (citato in DAlena) alias Di rosso al leone rampante d'oro, sostenente con la branca destra un castello di tre torri pure d'oro (citato in DAlena) leone rampante di oro castello (3 torri) dello stesso in destra su rosso (citato in LEOM) |
|        | Castiglione o Castiglioni (Abruzzo) Spaccato: nel 1° d'azzurro al leone uscente e sostenente una torre d'oro; nel 2° d'argento al fonte gettante acqua al naturale; colla fascia di rosso attraversante sullo spaccato, caricata di tre gigli d'oro (citato in DAlena) |
|        | Castiglione (Sicilia) d'argento, al leone di rosso, tenente con la zampa anteriore destra un castelletto dello stesso (citato in Mango) |
|        | Castiglione (Toscana) (DE) In Rot 3 goldbehalsbandete silberne Hunde 2:1 gestellt, die oberen einwärtsgekehrt und schräglinks und schräg gestellt (citato in (28)) |
|        | Castiglione Morelli (Cosenza, Napoli, Vallelonga, Chiaravalle) leone rampante di oro castello (3 torri) dello stesso in destra su rosso - castello (2 torri) di oro affiancato da - leone rampante dello stesso su verde (citato in (4) e in LEOM) |
|        | Castiglioni (Cingoli) di rosso al leone di argento sostenente con la zampa destra anteriore una torre Motto: Pour non fallir (citato in (4) – Vol. II pag. 370) |
|        | Castiglioni (Osimo) leone rampante di argento castello (3 torri) dello stesso in destra su rosso (citato in LEOM) |
|        | Castiglioni (Roma) di rosso al leone di argento sostenente con la zampa destra anteriore una torre (Immagine nell' Archivio Storico Capitolino (PDF) (archiviato dall'url originale il 4 marzo 2016).) |
|        | Castiglioni (Mantova, Brescia, Reggio Emilia) di rosso al leone d'argento coronato d'oro sostenente colla branca destra anteriore un castello d'oro Cimiero: il leone del campo, nascente (citato in (4) – Vol. II pag. 371 e Vol. II pag. 540) |
|        | Castiglioni (arma antica) (Mantova, Brescia, Reggio Emilia) inquartato: al 1º e 4º di argento, a tre fasce di rosso, a spina di pesce; al 2º e 3º di rosso alla testa di leone, di argento, strappata e sul tutto di Castiglioni Cimiero: le teste di leone del campo (citato in (4) – Vol. II pag. 371) |
|        | Castiglioni (Pisa) D'azzurro, alla fascia di rosso accompagnata in punta da tre bisanti d'argento, 2.1 (citato in (13)) |
|        | Castiglioni (Mantova) Serpente (citato in DAlena) alias inquartato; nel 1° e nel 4°: di rosso, al leone d'argento, coronato d'oro, sostenente nella sua branca destra un castello cimato dello stesso; nel 2°: d'argento, ad un serpente ondeggiante in palo verde, coronato d'oro ingolante un fanciullo di rosso; nel 3°: palato di nero e d'oro. (citato in (20) – Vol. I pag. 259) |
|        | Castiglioni (Busca) Di rosso, al leone d'argento, coronato d'oro, tenente un castello di tre torri, d'oro Motto: Sustines id non confundat (citato in (15)) |
|        | Castiglioni (Milano) leone rampante di argento coronato di oro castello a 2 torri di oro in destra su rosso (citato in LEOM) |
|        | Castiglioni (Cesena) (la blasonatura non è stata ancora caricata) (citato in BLCW) Immagine in Blasone Cesenate. |
|        | Castiglioni Franci (Pallanza) inquartato: nel 1º e 4º d'oro, al leone di rosso tenente con la branca anteriore destra una ciotola dello stesso; nel 2º e 3º d'azzurro, alla fascia in divisa di rosso sostenente una montagna al naturale di tre cime d'oro (Immagine nella Raccolta stemmi Trippini (JPG).) |
|        | Castiglioni Stampa (Milano) inquartato: al 1º e 4º di argento e di rosso; 2º e 3º di Castiglioni che è: di rosso al leone di argento, coronato d'oro, sostenente colla zampa anteriore destra un castello d'oro di tre torri Cimiero: il leone di argento coronato d'oro, tenente un castello d'oro colla branca anteriore destra, nascente (citato in (4) – Vol. II pag. 372) |
|        | Castignami (Palermo) di nero, con quattro sbarre due d'argento e due d'oro (citato in (26)) Notizie storiche in Famiglie nobili di Sicilia. |
|        | Castignani (Sicilia) di nero, a quattro traverse, due d'oro e due d'argento (citato in Mango) |
|        | Castignoli (Pisa) Troncato in scaglione rovescio d'azzurro e d'oro, alla stella a otto punte del secondo nel primo (citato in (13)) |
|        | Castilliono (la blasonatura non è stata ancora caricata) (citato in DAlena) |
|        | Castillo (Sicilia) Titolo: marchese di S. Isidoro, Tortorici, S. Onofrio di argento, con un castello di rosso a tre torri merlate cadauna di tre pezzi, con banda di nero attraversante sul tutto, e la bordura di rosso caricata da otto rotelle d'oro. Corona di marchese (citato in (26)) Notizie storiche in Famiglie nobili di Sicilia. |

### Castr
| Stemma | Casato e blasonatura |
| ------ | --- |
|        | Castracane (Cagli) (la blasonatura non è stata ancora caricata) (citato in DAlena) |
|        | Castracane (Cesena) (la blasonatura non è stata ancora caricata) (citato in BLCW) Immagine in Blasone Cesenate. |
|        | Castracane degli Antelminelli (Fano) di azzurro al cane levriero rampante di argento, linguato e collarinato di rosso (dei Castracane), con la bordura fusata in banda d'argento e d'azzurro (concessione di Baviera) Cimiero: aquila coronata Motto: Inexpugnabilis Sostegni: a destra un grifone, a sinistra un leone Ornamenti: lo scudo è cimato dalla corona comitale e timbrato dall'elmo con il suddetto cimiero e il cercine e lambrecchini di azzurro e di argento (citato in (4) – Vol. II pag. 373)                                                                                    |
|        | Castracani (Lucca) d'azzurro, al levriere rampante d'oro linguato e collarinato di rosso (Immagine nella Raccolta stemmi Trippini (JPG).) |
|        | Castracani (Lucca) troncato; nel primo di azzurro al cane levriere nascente, rivoltato, d'argento, collarinato di rosso; nel secondo d'argento pieno (citato in (2) – pag. 373, in (5) - pag. 161 e in DAlena) |
|        | Castracani degli Antelminelli (Lucca) Troncato d'azzurro e d'argento, al cane rampante dell'uno all'altro, collarinato di rosso (citato in (13) (Crollalanza)) |
|        | Castracani degli Antelminelli (Cagli, Rimini) di azzurro al levriero di argento, rampante, collarinato e linguato di rosso Cimiero: aquila coronata nascente Motto: Inexpugnabilis (citato in (4) – Vol. II pag. 375) |
|        | Castraccini (Cagli) (la blasonatura non è stata ancora caricata) (citato in DAlena) |
|        | Castrazi (Firenze) Di..., al palo di..., caricato di un ramo di rosaio di..., fiorito di un pezzo di..., posto in mezzo a due gigli di..., 1.1 (citato in (13)) |
|        | Castricane (Cagli) (la blasonatura non è stata ancora caricata) (citato in DAlena) |
|        | Castriota (Scala) D'oro all'aquila bicipite spiegata e coronata di nero, con la pila scorciata d'azzurro, caricata di una stella di sei raggi (citato in DAlena) |
|        | Castriota Scanderbech o Castriota Scanderbeg (Napoli, Lecce) Titolo: principe, marchese di Auletta, predicato di Sant'Angelo alle Fratte e Signore d'Albania, nobile d'oro all'aquila bicipite di nero, col volo abbassato, coronata d'oro su ambo le teste; con la pila d'azzurro raccorciata nel capo, caricata da una stella di sei raggi d'oro (citato in (4) – Vol. II pag. 375 e in (16)) d'oro all'aquila bicipite spiegata e coronata nera, con la pila raccorciata nel capo d'azzurro, caricata di una stella di sei raggi d'oro (citato in (19)) Notizie storiche in Nobili napoletani. |
|        | Castriotti (Venezia) (FR) D'argent, à un dextrochère, paré d'azur, mouv. du flanc, la main de carnation tenant un badelaire au naturel. (citato in JB Rietstap (archiviato dall'url originale il 21 giugno 2016).) |
|        | Castro (Sicilia) d'azzurro, con un castello a tre torri merlate d'oro, cadauna di tre pezzi, sormontato da un'asta con bandiera d'argento svolazzante a sinistra, accostato da due leoni coronati d'oro affrontati e contra-rampanti (citato in (26)) Notizie storiche in Famiglie nobili di Sicilia. |
|        | Castro Pallavicini (Abruzzo) (la blasonatura non è stata ancora caricata) (citato in DAlena) |
|        | Castroceli (Abruzzo) Di verde al palo d'oro alias trinciato d'argento e d'azzurro a due crescenti montanti dell'uno all'altro (citato in DAlena) |
|        | Castrocucco (Messina, Molise) D'argento a due bande d'azzurro Cimiero:Il braccio destro di Giove con fulmini in mano alias D'argento a due bande di rosso (citato in DAlena) |
|        | Castromediano di Limburg (Lecce, Cabalino) troncato cuneato di argento e di rosso (5 pezzi) (citato in LEOM) |
|        | Castrone (Sicilia) d'oro, con tre bande di nero ritirate dalla punta, sormontate da un leone passante dello stesso (citato in (26)) Notizie storiche in Famiglie nobili di Sicilia. |
|        | Castroni (Firenze) D'azzurro, al capro saliente al naturale, appoggiato e in atto di bere a un calice d'argento, il tutto sormontato da tre stelle a otto punte dello stesso, 1.2 (citato in (13)) |
|        | Castronovo (Sicilia - Torino) inquartato, I d'oro alla torre d'azzurro merlata ed aperta d'oro, sormontata da una stella a sei punte rossa; II d'azzurro al cane di razza bassotto tedesco d'argento collarinato d'oro e sormontato da un sole d'oro; III d'argento all'aquila di nero, rostrata, linguata, membrata e armata di rosso; IV palato d'oro e rosso. Notizie storiche in Famiglie nobili di Sicilia. |
|        | Castrucci (Firenze) Di..., alla fascia diminuita di..., caricata del motto MAIORA RESURGUNT in caratteri di..., e accompagnata in capo da un cane rampante di..., collarinato di..., nascente dalla fascia stessa (citato in (13)) |
|        | Castrucci (Lucca) D'argento, alla banda ondata di rosso, accompagnata da due rose dello stesso, 1.1 (citato in (13)) |
|        | Castrucci (San Gimignano) Partito: nel 1?? di..., al leone di..., e al capo d'Angi??; nel 2?? di..., al leone di... accompagnato nel cantone destro della punta da una pera rovesciata di... (citato in (13)) |
|        | Castrucci o Castruccio o Castruzzo (Mondovì) Titolo: consignori di Roascio, Torre Mondovi, Torricella D'azzurro, a due scettri gigliati, d'oro, decussati alias Di rosso, a due scettri gigliati, d'oro, decussati Motto: Spe et timore (citato in (15)) |
|        | Castrucci o Casucci (Sicilia) di verde, al guerriero, armato d'argento, tenente una spada dello stesso, alta in sbarra, e combattente contro un leone rivolto, coronato d'oro, sormontato da una fascia in divisa dello stesso (citato in Mango) di verde, con un guerriero d'argento armato di spada alta in sbarra combattente contro un leone rivoltato coronato d'oro, e sormontato da una fascia in divisa d'oro (citato in (26)) Notizie storiche in Famiglie nobili di Sicilia. |
|        | Castrucco (Napoli) d'argento, a 2 bande di rosso (citato in (2) – pag. 67 e in DAlena) |
|        | Castruzzone (Canavese) Titolo: signori di Castruzzone, Cesnola, Montestrutto, Nomaglio, Settimo Vittone, Tavagnasco Bandeggiato d'oro e di rosso, le bande cariche di quattordici gigli a piombo, dell'uno nell'altro, 2, 3, 2, 3, 2, 2; con il capo d'oro carico di un'aquila coronata, di nero Motto: I Domino confido (citato in (15)) |

### Casu
| Stemma | Casato e blasonatura                                                              |
| ------ | --------------------------------------------------------------------------------- |
|        | Casula (Sardegna) (la blasonatura non è stata ancora caricata) (citato in DAlena) |